# Ariola
Ariola (LC 00116) ist ein 1958 gegründetes deutsches Plattenlabel.

## Geschichte

Logo des Labels Bertelsmann Schallplattenring, 1956 bis 1958

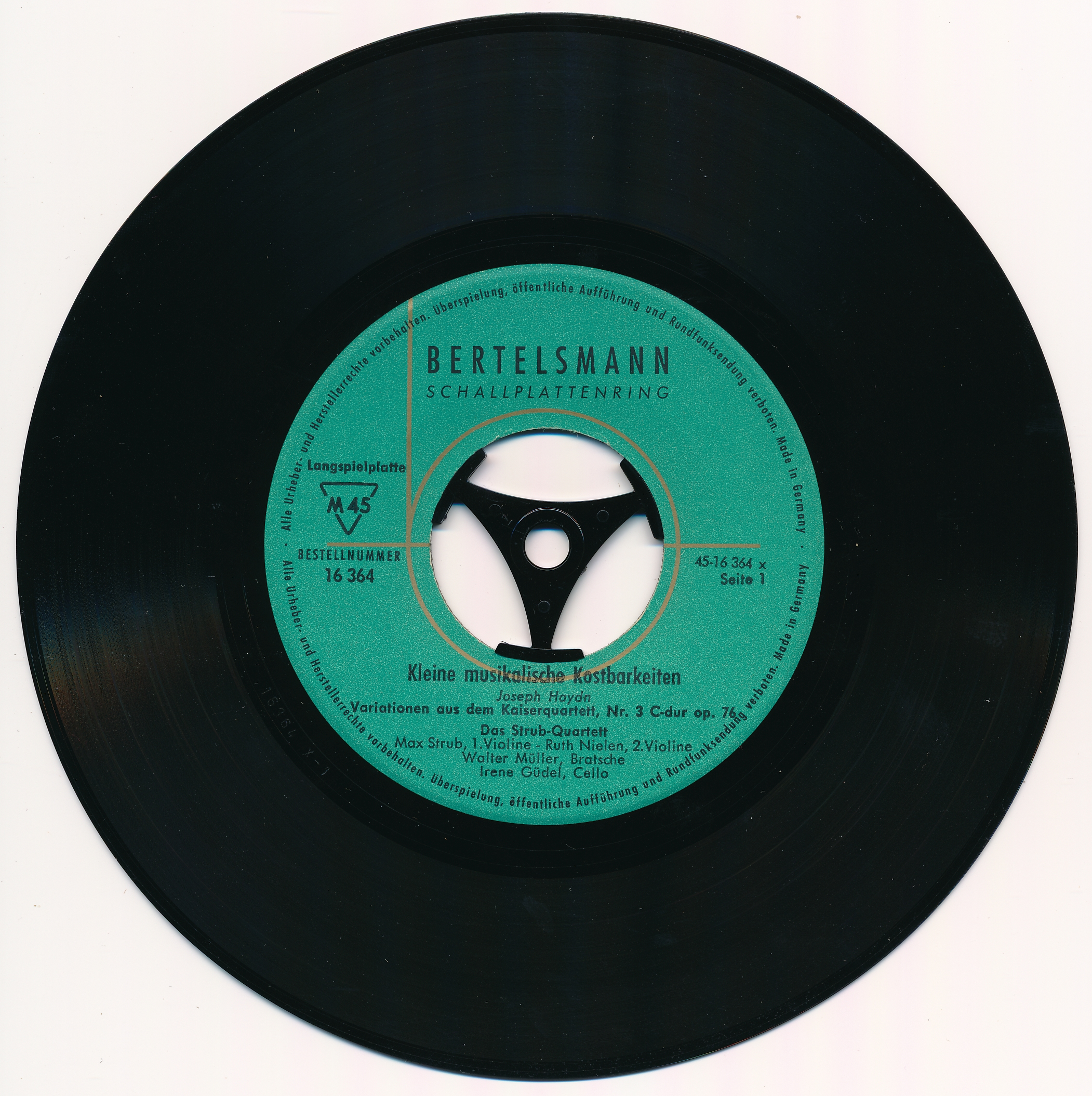
Single-Schallplatte des Bertelsmann Schallplattenrings

Nachdem der Unternehmer Reinhard Mohn bereits 1950 seinen Bertelsmann Lesering (später Der Club) gegründet hatte, der es den Mitgliedern ermöglichte, aktuelle Bücher preiswert zu beziehen, wollte er sein Angebot Mitte der 1950er-Jahre auch auf Schallplatten ausweiten. 1956 gründete man unter der Devise „Zum guten Buch gehört ein schöner Klang“ den Bertelsmann Schallplattenring. Das junge Unternehmen hatte jedoch mit Startschwierigkeiten zu kämpfen. So wollten die Plattenfirmen anfangs die erforderlichen Lizenzen zum Vertrieb der Platten über den Schallplattenring nicht vergeben. Darüber hinaus war es anderen Presswerken mitunter aus vertraglichen Gründen nicht möglich, Aufträge von Bertelsmann anzunehmen. Aus diesem Grund errichtete man 1957 das Presswerk Sonopress in Gütersloh, welches im April 1958 die Produktion aufnahm.
Am 12. Mai 1958 kam es zur Gründung der Ariola Schallplatten GmbH sowie eines österreichischen Tochterunternehmens unter der Leitung von Monti Lüftner. Anfangs umfasste das Repertoire nur insgesamt 75 Titel von sechs Interpreten, was es dem Unternehmen schwer machte, in der Branche Fuß zu fassen. Zu den Interpreten der ersten Stunde gehörten u. a. Eddie Constantine, Mona Baptiste und Lale Andersen. Im Jahr darauf verbucht die Plattenfirma mit der Single „Am Tag als der Regen kam“ von Dalida ihren ersten Nummer-1-Hit in Deutschland. Die Single hielt sich insgesamt 7 Wochen lang an der Spitze der Charts. Mit „Banjo Boy“ von Jan&Kjeld gelang ein weiterer Nummer-1-Hit. 
Die Erfolge führten 1959 zu einem raschen Ausbau der Firma mit Produktionssitzen in Berlin, Hamburg und München. 1960 nahm Ariola den Kölner Volksschauspieler Willy Millowitsch unter Vertrag, der mit dem Stimmungslied Schnaps, das war sein letztes Wort seinen größten Hit hatte. Neben dem Chefproduzenten Horst Fuchs war von 1959 bis 1961 auch der deutsche Filmmusikkomponist Martin Böttcher für 2 Jahre für die Produktion Nord in Hamburg tätig.
Im Laufe der Zeit kamen immer mehr erfolgreiche Künstler hinzu. Daneben landete das Unternehmen aber auch Flops wie die erste Single der Schlagersängerin Manuela. Von der Single Hula-Serenade / Candy (1962) verkauften sich nur knapp 6.000 Stück. 1964 veröffentlichte das Label einige Beat-Singles, unter anderem von The Rattles, mit Live-Aufnahmen aus dem legendären Star-Club. Die Firma konnte ab Mitte der 1960er-Jahre durch attraktive Plattenverträge mit Gewinnbeteiligung einige etablierte Stars von anderen Labels übernehmen. So wechselten unter anderem die populären Schlagersänger Peter Alexander, Udo Jürgens, Mireille Mathieu und Rex Gildo zur Ariola. Im Jahr 1969 wurde der Sitz der Ariola-Eurodisc GmbH von Gütersloh nach München verlegt.
Das Unternehmen schloss lukrative Lizenzverträge mit nationalen und internationalen Musikproduzenten. Unter anderem befanden sich folgende Labels zeitweise im Vertrieb der Ariola: 10 Records, 20th Century Fox, A&M Records, Arista Records, Baby Records, Baccarola, Bronze, Barclay Records, Cameo-Parkway, Chrysalis Records, DDD, DJM, Eurodisc, Gordy, Hansa, Instant Records, Island, Jupiter Records, Kapp Records, Linn, Logic Records, MCS, Melodija, Montana, Music, Musicor, Musiza, Page One, Palette, President, Pye Records, Red Point Rush, Rocket Records, RCA-Victor, Shelter, Top Rank, United Artists Records, Virgin Records, Whatley, White Records und Yum Yum.
In den 1970er Jahren gründete die Plattenfirma Tochterunternehmen in den Beneluxländern und Spanien (1970), Frankreich (1973), den USA (1975) sowie Mexiko, Großbritannien und in der Schweiz (1977). Zu Beginn der 1980er erwarb Ariola die Hansa Musik Produktion. 1986 begann Sonopress mit der Produktion von Compact Discs. Ein Jahr später fusionierte das Label Ariola mit der UFA und Sonopress zur BMG Ariola München GmbH.
2004 wurde Ariolas Muttergesellschaft Teil des Joint-Ventures Sony BMG Music Entertainment. Am 5. August 2008 wurde der Ausstieg von Bertelsmann bekannt gegeben, Sony übernahm die Anteile von Bertelsmann, das bisherige Joint Venture firmiert seitdem unter dem Namen Sony Music Entertainment Inc. (als Tochter der japanischen Sony Corporation). Bertelsmann übernahm die Masterrechte einiger „ausgesuchter europäischer Musikkataloge“ von Sony BMG und führt die Marke BMG als „Lizenzierungs- und Verwaltungsplattform für die Wahrnehmung und Vermarktung von Musikrechten“ weiter.

### Logos

1958 bis 1967
1967 bis 1987
1988 bis 2006
Seit 2006

## Deutsche Nummer-eins-Alben und Nummer-eins-Singles der Ariola

### Alben
- Kompilation – Die schönsten russischen Volkslieder (1967)
- Peter Alexander – Schlager Rendezvous 1 (1968)
- Heintje – Heintje (1968)
- Udo Jürgens – Udo Live (1969)
- Heintje – Ich sing ein Lied für Dich (1969)
- Kompilation – Super 20 (1974)
- Kompilation – Super 20 – Super Neu (1975)
- Udo Jürgens – Buenos dias Argentina (1978)
- Andrea Jürgens – Weihnachten mit Andrea Jürgens (1980)
- Kompilation – “Rock Made in Switzerland” mit Flame Dream (Switzerland Ariola 1981)
- Vanessa Mai – Regenbogen (2017)
- Vanessa Mai – Schlager (2018)

### Singles
- Dalida – Am Tag, als der Regen kam (1959)
- Jan & Kjeld – Banjo Boy (1960)
- Peter Alexander – Der letzte Walzer (1968)
- Heintje – Du sollst nicht weinen (1968)
- Heintje – Heidschi Bumbeidschi (1968)
- Peter Alexander – Liebesleid (1969)
- Heintje – Ich sing ein Lied für Dich (1969)
- Peret – Borriquito (1971)
- Daisy Door – Du lebst in deiner Welt (Highlights of My Dreams) (1972)
- Tony Marshall – Komm gib mir deine Hand (1972)
- T. Rex – Metal Guru (1972)
- Wums Gesang – Ich wünsch’ mir ’ne kleine Miezekatze (1972)
- Mireille Mathieu – La Paloma, ade (1974)
- Michael Holm – Tränen lügen nicht (1974)
- Udo Jürgens – Griechischer Wein (1975)
- Alain Barrière und Noëlle Cordier – Tu t’en vas (1975)
- Boney M – Malaika/Consuela Biaz (Spanish Single Versions) (1981)

## Weitere Künstler bei Ariola (Auswahl)
- Andre Steyer
- Lale Andersen
- Charles Aznavour
- Kristina Bach
- Andrea Berg
- Frans Bauer
- Bobbejaan
- Dieter Bohlen
- Martin Böttcher
- Inge Brück
- Adriano Celentano
- Chubby Checker
- The Chiffons
- Joe Cocker
- Cozy Cole
- Eddie Constantine
- Peter Cornelius
- Carmela Corren
- Dion
- Angèle Durand
- Jürgen Drews
- Katja Ebstein
- Jimmy Ellner
- Rex Gildo
- Uschi Glas
- Max Greger
- Hanne Haller
- Maria und Margot Hellwig
- Kurt Henkels
- Claus Herwig
- Peter Hinnen
- Bata Illic
- Ronny Weiland
- Thomas Karaoglan
- Greta Keller
- Tommy Kent
- Gaby King
- Claudia Koreck
- Krokus
- Evelyn Künneke
- Zarah Leander
- Amanda Lear
- Renate und Werner Leismann
- John Leyton
- Laurie London
- Bruce Low
- Jasper März
- Marion Maerz
- Peter Maffay
- Jimmy Makulis
- Liselotte Malkowsky
- Danny Marino
- Willy Millowitsch
- Milva
- Nicki
- Nicole
- Nilsen Brothers
- Nora Nova
- The Orlons
- The Rattles
- Bobby Rydell
- Billy Sanders
- Tony Sandler
- Romy Schneider
- Séverine
- Die Travellers
- Anita Traversi
- Troglauer Buam
- José Valdes
- Claudio Villa
- Michael Wendler
- Gunnar Wiklund
- Christa Williams
- Wolkenfrei
- Paul Würges